# Německá odborová konfederace
Německá odborová konfederace (Deutscher Gewerkschaftsbund, zkratka DGB) je hlavní odborová centrála v Německu. Má necelých šest milionů členů a 347 místních organizací. Hlavní sídlo DGB se nachází v Berlíně na adrese Henriette-Herz-Platz 2. DGB je členem Mezinárodní odborové konfederace a zastupuje německé odboráře v orgánech Evropské unie.

## Historie
Sdružení vzniklo na zakládajícím sjezdu 12.–14. října 1949 v Mnichově a navázalo na tradici Generalkommission der Gewerkschaften Deutschlands založeného v roce 1892. Působilo na západoněmeckém území a po sjednocení Německa v roce 1990 se spojilo s východoněmeckými odbory Freier Deutscher Gewerkschaftsbund. V té době bylo odborově organizováno 11 800 000 Němců, jejich počet od té doby stabilně klesá.
Cílem DGB je hájit práva zaměstnanců bez ohledu na jejich politickou příslušnost. Navzdory deklarované neutralitě je jeho vedení úzce personálně propojeno se Sociálnědemokratickou stranou Německa. Ke svým úspěchům řadí odbory prosazení řady sociálních opatření pro německé zaměstnance, jako je pětidenní pracovní týden, nárok na dovolenou, nemocenské pojištění, odstupné v případě propuštění a minimální mzda. Německá odborová konfederace se angažuje v Evropském hnutí a v roce 1986 založila protirasistickou kampaň Mach meinen Kumpel nicht an!
Nejvyšším orgánem Německé odborové konfederace je výkonná rada a podle stanov se každé čtyři roky koná celostátní sjezd. Organizace provozuje vzdělávací centrum DGB Bildungswerk a organizuje prvomájové manifestace. Vydává online časopis Gegenblende, do roku 1988 také vycházel tištěný týdeník Welt der Arbeit. Za práci v odborech uděluje konfederace Medaili Hanse Böcklera. Sdružení má také mládežnickou organizaci DGB-Jugend.

## Členské organizace
DGB sdružuje od roku 2010 osm velkých německých odborových organizací:
- IG BAU (stavebnictví a zemědělství)
- IG BCE (těžba a energetika)
- GEW (věda a vzdělávání)
- IG Metall (kovovýroba)
- NGG (potravinářský průmysl)
- GdP (policisté)
- EVG (železničáři)
- ver.di (pracovníci ve službách)

## Předsedové
Předsedkyní konfederace je od roku 2022 Yasmin Fahimiová, narozená roku 1967 v Hannoveru v íránsko-německé rodině.
- od 1949 Hans Böckler
- od 1951 Christian Fette
- od 1952 Walter Freitag
- od 1956 Willi Richter
- od 1962 Ludwig Rosenberg
- od 1969 Heinz Oskar Vetter
- od 1982 Ernst Breit
- od 1990 Heinz-Werner Meyer
- od 1994 Dieter Schulte
- od 2002 Michael Sommer
- od 2014 Reiner Hoffmann
- od 2022 Yasmin Fahimi